# Martín Payero
Martín Ismael Payero (Pascanas, 11 settembre 1998) è un calciatore argentino, centrocampista dell'Udinese.

## Caratteristiche tecniche
Di ruolo mezzala, dispone di buone qualità tecniche e forza fisica. Considerato in patria un talento precoce, Payero dà attualmente l'impressione di un centrocampista dal potenziale ancora inespresso nel panorama europeo. Si distingue comunque per i suoi piedi educati, il dinamismo e la tipica garra sudamericana.

## Carriera

### Banfield
Cresciuto nelle giovanili del Banfield, ha esordito il 5 dicembre 2017 in occasione del match perso 2-1 contro il San Martín (SJ).

### Prestito al Talleres
Con i biancoblu disputa in totale 18 partite e mette a segno una rete, il 3 novembre 2019 in una gara contro il Newell’s Old Boys, valevole per la dodicesima giornata della Primera División.

### Ritorno al Banfield
Al ritorno al Taladro si mette in luce disputando ottime partite e figurando tra i protagonisti della cavalcata dei biancoverdi fino alla finale, persa poi ai rigori ai danni del Boca Juniors, della Copa Diego Armando Maradona nel 2020, competizione in cui fornisce 7 assist e realizza una rete contro il San Lorenzo.

### Middlesbrough e prestito al Boca Juniors
Il 5 agosto 2021 viene acquistato dal Middlesbrough. Debutta con il club inglese in occasione del match perso per tre reti a zero contro il Blackpool in Capital One Cup.
Realizza l’unica rete in terra britannica nella gara vinta in trasferta per 0-2 contro il Cardiff City in Championship.
Il 13 luglio 2022 il Boca Juniors lo acquista in prestito dal Middlesbrough. Esordisce con la nuova maglia il 25 luglio 2022, in occasione della vittoria per 3-1 contro l’Estudiantes (LP), subentrando negli ultimi dieci minuti a Oscar David Romero. Realizza la prima rete ufficiale il 9 ottobre 2022, in occasione della vittoria per 2-1 contro l’Aldosivi. Con il Boca Juniors vince una Primera División e una Supercopa Argentina, prima di fare brevemente ritorno al Middlesbrough.

### Udinese
Il 1º settembre 2023 viene ceduto a titolo definitivo all'Udinese.
Il debutto con la maglia friulana arriva il 17 settembre 2023, in occasione della 4ª giornata di Serie A TIM 2023/2024 contro il Cagliari, subentrando al 71' al compagno di reparto Sandi Lovrić. Il 30 dicembre 2023 realizza la sua prima marcatura in Italia, contribuendo al successo casalingo per 3-0 contro il Bologna, e replicando poi nella partita di ritorno in casa dei felsinei il 28 aprile 2024, firmando il gol del momentaneo vantaggio.

## Statistiche

### Presenze e reti nei club
Statistiche aggiornate al 20 gennaio 2025.
| Stagione             | Squadra              | Campionato           | Campionato | Campionato | Coppe nazionali | Coppe nazionali | Coppe nazionali | Coppe continentali | Coppe continentali | Coppe continentali | Altre coppe | Altre coppe | Altre coppe | Totale | Totale |
| Stagione             | Squadra              | Comp                 | Pres       | Reti       | Comp            | Pres            | Reti            | Comp               | Pres               | Reti               | Comp        | Pres        | Reti        | Pres   | Reti   |
| -------------------- | -------------------- | -------------------- | ---------- | ---------- | --------------- | --------------- | --------------- | ------------------ | ------------------ | ------------------ | ----------- | ----------- | ----------- | ------ | ------ |
| 2017-2018            | Banfield             | PD                   | 4          | 0          | CA              | 0               | 0               | CL                 | 0                  | 0                  | -           | -           | -           | 4      | 0      |
| 2018-2019            | Banfield             | PD                   | 10         | 0          | CA+CSL          | 2+1             | 1+0             | CS                 | 1                  | 0                  | -           | -           | -           | 14     | 1      |
| lug.-ago. 2019       | Banfield             | PD                   | 1          | 0          | CA              | -               | -               | -                  | -                  | -                  | TCS         | -           | -           | 1      | 0      |
| ago. 2019-2020       | Talleres (C)         | PD                   | 16         | 1          | CA              | 2               | 0               | -                  | -                  | -                  | -           | -           | -           | 18     | 1      |
| 2020-2021            | Banfield             | CM                   | 12         | 1          | CA+CL           | 2+10            | 0               | -                  | -                  | -                  | -           | -           | -           | 24     | 1      |
| Totale Banfield      | Totale Banfield      | Totale Banfield      | 27         | 1          |                 | 15              | 1               |                    | 1                  | 0                  |             | -           | -           | 43     | 2      |
| 2021-2022            | Middlesbrough        | FLC                  | 13         | 1          | FACup+CdL       | 1+1             | 0               | -                  | -                  | -                  | -           | -           | -           | 15     | 1      |
| lug.-dic. 2022       | Boca Juniors         | PD                   | 15         | 1          | CA              | 2               | 0               | -                  | -                  | -                  | SA          | 0           | 0           | 17     | 1      |
| gen.-giu. 2023       | Boca Juniors         | PD                   | 10         | 4          | CA              | 1               | 0               | CL+SI              | 4+0                | 0                  | -           | -           | -           | 15     | 4      |
| Totale Boca Juniors  | Totale Boca Juniors  | Totale Boca Juniors  | 25         | 5          |                 | 3               | 0               |                    | 4                  | 0                  |             | 0           | 0           | 32     | 5      |
| lug.-set. 2023       | Middlesbrough        | FLC                  | 0          | 0          | FACup+CdL       | 0+1             | 0               | -                  | -                  | -                  | -           | -           | -           | 1      | 0      |
| Totale Middlesbrough | Totale Middlesbrough | Totale Middlesbrough | 13         | 1          |                 | 3               | 0               |                    | -                  | -                  |             | -           | -           | 16     | 1      |
| set. 2023-2024       | Udinese              | A                    | 29         | 2          | CI              | 0               | 0               | -                  | -                  | -                  | -           | -           | -           | 29     | 2      |
| 2024-2025            | Udinese              | A                    | 12         | 1          | CI              | 2               | 0               | -                  | -                  | -                  | -           | -           | -           | 14     | 1      |
| Totale Udinese       | Totale Udinese       | Totale Udinese       | 41         | 3          |                 | 2               | 0               |                    | -                  | -                  |             | -           | -           | 43     | 3      |
| Totale carriera      | Totale carriera      | Totale carriera      | 122        | 11         |                 | 25              | 1               |                    | 5                  | 0                  |             | -           | -           | 152    | 12     |

## Palmarès

### Competizioni nazionali
- Primera División: 1

Boca Juniors: 2022
- Supercopa Argentina: 1

Boca Juniors: 2022